# 不等式
不等式（ふとうしき、英: inequality）とは不等号（ふとうごう）を用いて、数量の大小関係を表した式を言う。
値や量を評価するという意味では等式を不等式の一種であると見なすこともできる。

## 概要
未知数（あるいは変数）を含む不等式は方程式と類似の概念をもたらす。すなわち、変数への値の代入が行われたとき、正しい評価を与える値のことを不等式の解と呼び、不等式の解となる値を全て求めることを不等式を解くという。通常、不等式という言葉は、このように未知の数を含む、方程式との類似物の意味で用いられることが多い。
また、未知数を含む不等式が与えられたとき、ほとんどの場合、任意の値が解となるわけではなく、ゆえに不等式が未知の数に関する条件を定めるものであると理解されることも方程式と同様である。任意の値に対して不等式が成立するわけではないことを強調するときには条件不等式と呼ぶこともある。これに対して方程式に対する恒等式に当たるもの、すなわち任意の値に対して成立する不等式は絶対不等式と呼ばれる。
例x + 1 > 1（この場合、x が 0 より大きいという条件が示される）
絶対不等式の例x2 + 1 > 0 （ただし、x は実数に値をとる変数）
同じ文字は同時に同じ値をもつという約束に基づいて、多変数不等式や、同時に成り立つ不等式の組、すなわち連立不等式、不等式系と呼ばれるものを考えることができること、あるいは与えられた不等式系を、同値性を保ったままでなるべく簡単な不等式系に変換することを不等式系を解くということなどは、やはり方程式系と同様である。
方程式が離散的な値を与える条件式となることが多いことに比して、不等式は通常、値の範囲を評価する条件式として働く。
このような違いが効果的に現れた例として素数分布に関するブルンの篩を挙げる事ができるだろう。これは、素数の検出法として古典的に知られていたエラトステネスの篩のルジャンドルによる定式化（これは、ある整数以下の素数の "個数" を計算するためのもので、メビウス関数を用いた等式として書くことができる）を、さらに不等式で範囲の評価に書き直すこと（およびその精密化）により得られたもので、素数分布の評価に絶大な効果をもたらした。
様々な場面で不等式を巧妙に用いて様々な論証を行う解析学は、方程式論をはじめとする等式の学問としての代数学との対比として、しばしば「不等式の学問」といわれる。

## 実数の大小
教育数学において扱う不等式は実数の大小関係に関するものである。

### 種類と意味
> 大なり、よりだい、超過、greater than
左辺が右辺よりも大きいことを示す。
≧ (≥) 大なりイコール、以上、greater than or equal to, not less than
左辺が右辺よりも大きいか、等しいことを示す。
< 小なり、よりしょう、未満、less than
左辺が右辺よりも小さいことを示す。
≦ (≤) 小なりイコール、以下、less than or equal to, not greater than
左辺が右辺よりも小さいか、等しいことを示す。
これらを利用して、例えば x が100以上かつ1000未満であることは 100 ≦ x < 1000 と表現される。また、a ≦ 100 かつ a ≧ 100 であれば a = 100 であると結論できる。
"≧" や "≦" のように二本線を用いる表記は日本ではよく用いられるが、世界的には"≥"や"≤"が用いられる。
実数 a に対して a ≦ b となる実数 b を求めることを a を b で上から評価するあるいは上から押さえるという。
一方で a ≧ b となる実数 b を求めることを a を b で下から評価するあるいは下から押さえるという。また実数値関数 f(x) に対して f(x)  ≦ g(x) がすべての x について成立する実数値関数 g(x) を求めることも上から評価するあるいは上から押さえるという。同様に下から評価するあるいは下から押さえるという表現も用いられる。このような評価はその目的に適う限りにおいて、なるべく簡単なものを見つけて選ぶが、それには経験や技量が求められる。

### 性質
不等式は方程式の場合とは異なり、不等号の種類（向き）が意味を持つので、不等式に対する操作でそれが変化することがあることに注意しなければならない。
不等式の両辺に等しいものを加えても、評価は変わらない。よって、方程式と同様に、不等式も移項することによって同値なまま変形ができる。
両辺に同じ数値を加えたり減じたりする場合には不等号の向きは変化しないが、両辺に同じ負の数を乗じたり除したりする場合には、不等号の向きが変わる。乗数・除数が変数であったり文字式であったりと正負が不定の場合は、場合分けして計算する必要がでてくる。
まとめると、実数の大小に関する不等式は次の性質をもつ。
1. a ≦ b ⇔ b ≧ a
2. a < b ⇔ b > a
3. a ≦ b ⇔ a = b または a < b
4. a ≧ b ⇔ a = b または a > b
5. a ≦ a, a ≧ a
6. a ≦ b かつ b ≦ a ならば a = b
7. a ≦ b かつ b ≦ c ならば a ≦ c
8. a ≦ b かつ c ≦ d ならば a + c ≦ b + d
9. a ≦ b ならば -b ≦ -a
10. 0 < a, b ならば 0 ≦ ab

1, 2, 3, 4 は不等号という記号の約束事である。また、5, 6, 7 は順序の公理として抽象化される性質である。すなわち 5, 6, 7 は実数の大小関係が順序関係であるということを述べている。8, 9, 10 が成り立つことは順序が体演算と適合すると言われ、実数の全体が順序体をなすことの成立要件である。

## 主な不等式
- 一次不等式
  - 線形計画法
- 加比の理
- 二次不等式
- シュールの不等式
- ネスビットの不等式
- 相加相乗平均
- マクローリンの不等式
- ニュートンの不等式
- ムーアヘッドの不等式
- イェンセンの不等式
- コーシー＝シュワルツの不等式
- ヘルダーの不等式
- ヤングの不等式
- ミンコフスキーの不等式
- ブールの不等式
- マルコフの不等式
- チェビシェフの不等式
- チェビシェフの和の不等式
- 三角不等式
- ベッセルの不等式
- ハルナックの不等式
- シュールの不等式
- ギブスの不等式
- クラフトの不等式
- マクミランの不等式
- フリードリヒの不等式
- ヘフディングの不等式(Hoeffding's inequality)
- ベルの不等式
- Shannon-Stam の不等式
- Csiszár-Kullback-Pinsker の不等式
- Blachman-Stam の不等式
- Stamの不等式
- Grossの不等式
- 小澤の不等式
- クラウジウス–デュエムの不等式
- ボゴモロフ・宮岡・ヤウの不等式
- アダマールの不等式
- エルデシュ・モーデルの不等式
- Weitzenböckの不等式
- トレミーの不等式
- ニュートンの不等式
- ベルヌーイの不等式
- ハドヴィッガー・フィンスラー不等式
- ペドーの不等式
- ジョルダンの不等式
- ライプニッツの不等式
- Karamataの不等式
- ガーファンクルの不等式
- ボンネゼンの不等式
- オノの不等式
- バローの不等式
- オイラーの不等式
- ハルナックの不等式
- ファノの不等式
- 最大最小不等式
- アスキー＝ギャスパー不等式
- ボンネゼンの不等式
- レイリー＝フェイバー＝クラーンの不等式
- クラメール・ラオの不等式
- グロンウォールの不等式
- ネターの不等式
- シャピロの不等式
- ドゥーブのマルチンゲール不等式
- ゴルディングの不等式
- リース不等式

## 積分不等式
- ソボレフの不等式
- ハーディ＝リトルウッドの不等式
- ポアンカレ不等式
- ハウスドルフ＝ヤングの不等式
- 等周不等式
- コーンの不等式
- フォン・ノイマンの不等式
- ファトゥの補題